# Liste der Baudenkmale in Okains Bay
Die Liste der Baudenkmale in Okains Bay umfasst alle vom New Zealand Historic Places Trust (NZHPT) als „Historic Place“ oder „Historic Area“ eingestuften Baudenkmale und Flächendenkmale der neuseeländischen Ortschaft Okains Bay. Die Angaben stammen aus dem Register des NZHPT. Die Bezeichnungen der Baudenkmale orientieren sich an diesem Register. In die Liste werden auch bekannte Wahi Tapu (Area), kulturell und religiös bedeutsame Stätten und Gebiete der Māori, aufgenommen. Sie werden jedoch meist nicht publiziert.

| Bild           | Bezeichnung                                 | Ort        | Anschrift                                | Beschreibung                             | Bauzeit | Eintrag           | Nummer | Kat. |
| -------------- | ------------------------------------------- | ---------- | ---------------------------------------- | ---------------------------------------- | ------- | ----------------- | ------ | ---- |
| weitere Bilder | Church of St John the Evangelist (Anglican) | Okains Bay | Okains Bay Road, Okains Bay Karte        | Kirche, anglikanische                    | 1863    | 23. Juni 1983     | 1715   | 2    |
| weitere Bilder | Library                                     | Okains Bay | Okains Bay Road Karte                    | Bibliothek, heute Teil eines Museums     | n.a.    | 23. Juni 1983     | 1731   | 2    |
| weitere Bilder | Kawatea                                     | Okains Bay | 1048 Okains Bay Road Karte               | Wohnhaus                                 | 1902    | 25. Oktober 1990  | 5275   | 2    |
| weitere Bilder | Okains Bay Store and Post Office            | Okains Bay | 1162 Okains Bay Road Karte               | Laden und Postamt                        | 1878    | 25. Oktober 1990  | 5277   | 2    |
| weitere Bilder | Seed Store                                  | Okains Bay | 1162 Okains Bay Road Karte               | Saatgutlager, später Autowerkstatt       | 1900    | 25. Oktober 1990  | 5278   | 2    |
| weitere Bilder | Slab Cottage                                | Okains Bay | Okains Bay Road, Okains Bay Museum Karte | ehem. Wohnhaus, heute Teil eines Museums | 1880    | 22. August 1991   | 5371   | 2    |
| weitere Bilder | Rowandale                                   | Okains Bay | 894 Okains Bay Road Karte                | Wohnhaus                                 | 1910    | 14. Dezember 1995 | 7283   | 2    |